# 南贝瑟尼
南贝瑟尼（英語：South Bethany），是美国特拉华州苏塞克斯县（Sussex）下属的一座城镇，面积为1.36平方公里。2011年的数据显示该地有人口456人。论人口在本州排行第37。